# طوطی دم‌عنابی
طوطی دم‌عنابی (نام علمی: Pyrrhura melanura) گونه‌ای طوطی از خانواده طوطیان است و در برزیل، کلمبیا، اکوادور، پرو و ونزوئلا یافت می‌شود.
زیستگاه‌های طبیعی آن جنگل‌های دشت نمناک نیمه‌گرمسیری و جنگل‌های کوهستانی نمناک نیمه‌گرمسیری یا گرمسیری است. این گونه توسط اتحادیه بین‌المللی حفاظت از طبیعت یک گونه در معرض تهدید در نظر گرفته نمی‌شود.

## زیرگونه‌ها
- P. m. berlepschi Salvadori, 1891
- P. m. chapmani Bond & de Schauensee, 1940
- P. m. melanura (Spix, 1824)
- P. m. pacifica Chapman, 1915
- P. m. souancei (J. Verreaux, 1858)